# Madame Tallien
Madame Tallien er en italiensk stumfilm fra 1916 af Mario Caserini og Enrico Guazzoni.

## Medvirkende
- Lyda Borelli som Theresa Tallien.
- Renzo Fabiani som Maximilien de Robespierre.
- Amleto Novelli som Tallien.
- Ettore Baccani som Fontenay.
- Ruggero Barni som Guery.